# Pulsar Stargrave
Pulsar Stargrave è un personaggio dei fumetti pubblicati da DC Comics. È un supercriminale nemico della Legione dei Super-Eroi.

## Biografia del personaggio
Nativo del pianeta Colu, Stargrave inizialmente affermò di essere il padre di Brainiac 5. In apparenza, Stargrave aveva l'aspetto di un tipico coluano (umanoide con la pelle verde) senza capelli.
Secondo la storia di Pulsar, era uno scienziato il cui supporto vitale a bordo della sua nave si ruppe durante una spedizione; si mise così in animazione sospesa sperando di venire salvato. Fu trovato da alcuni alieni esploratori che lo credettero morto, così il suo corpo fu inviato ad una stella vicina proprio mentre stava diventando una supernova, fondendosi con il corpo in arrivo e donandogli l'abilità di sfruttare e controllare l'energia stellare. Successivamente, si rivelò che Pulsar Stargrave era il Brainiac originale, che fuggì da Superman cercando un rifugio nel futuro.
Stargrave è una figura estremamente potente, al pari di altri nemici della Legione come Mordru e Time Trapper. Nella sua ricerca di conquista della galassia si alleò con Glorith, e manipolò spesso la Legione, specialmente Brainiac 5, e una volta incastrò Ultra Boy per omicidio.
La sua ultima comparsa pre-Crisi avvenne nell'autoconclusivo DC Special della Legione dei Super Eroi nel 1985. Soffrendo di poteri considerevolmente limitati, fu sconfitto da Matter Eater Lad e Stone Boy.

## Post-Crisi
Dopo la Crisi sulle Terre infinite, Pulsar Stargrave fu reinventato sotto il nome di Mr Starr. La nuova versione del personaggio fu un criminale nemico della L.E.G.I.O.N. del XX secolo, piuttosto che della Legione del XXX secolo.
Dopo che Vril Dox II liberò Colu dai Tiranni del Computer, i Tiranni caricarono la loro coscienza su un satellite orbitante, e crearono un androide chiamato Mr Starr, che era identico allo Stargrave pre-Crisi. Mr Starr tentò di conquistare Talok VIII fingendosi un eroe, e quando il campione del pianeta, Laryssa Mallor, fu assente, lavorando con la L.E.G.I.O.N., gli abitanti accolsero il loro nuovo eroe.
Starr quindi cercò vendetta verso la squadra di Dox accelerando il processo di invecchiamento della figlia di Mallor e inviandola ad assassinare la L.E.G.I.O.N. La giovane assassinò la propria madre, prima di essere catturata e riprogrammata. Quindi, la L.E.G.I.O.N. la seguì su Talok VIII, dove credevano che Starr fosse stato distrutto.
In un possibile futuro comparso nello special sulla L.E.G.I.O.N. del 1991, Vril Dox e Lady Quark viaggiarono indietro nel tempo su Talok VIII, dove Mr Starr in realtà sopravvisse al suo incontro con la squadra di eroi. Il criminale prese il controllo di Vril e Lady Quark, e quasi subito dopo prese possesso dell'intera galassia.

## Post-Crisi infinita
Dopo gli eventi della miniserie Crisi infinita, la maggior parte della storia originale della Legione (che fu rinnovata dopo Ora Zero: Crisi nel Tempo) fu ricostituita e Pulsar Stargrave fece ritorno a questa continuità. Il suo status come incarnazione futura del Brainiac originale rimane un discorso aperto, una domanda a cui neanche Brainiac 5 sa rispondere. Pulsar Stargrave ritornò alla DC come una creazione (un macro-processore di classe Solaris creato dall'implosione di una stella neutrone) di Lryl Dox, alias Brainiac 3, in R.E.B.E.L.S. n. 18 (luglio 2010).